# Augusta La Torre
Augusta Deyanira La Torre Carrasco (29 tháng 8 năm 1946 – 14 tháng 11 năm 1988), được biết đến với biệt danh Comrade Norah, là một người Peru theo Tư tưởng Mao Trạch Đông, là chỉ huy số hai của đội du kích Đảng Shining Path. Chồng cô Abimael Guzmán người sáng lập Đảng Shining Path. Cô được cho là đã thiết lập sự bình đẳng cho phụ nữ liên quan đến việc tham gia vào tổ chức cách mạng và trong các hành động của chiến binh.

## Tuổi trẻ
Augusta La Torre sinh ra ở Huanta năm 1946 trong một gia đình có dòng dõi chính trị nổi bật. Con gái của hai nhà lãnh đạo đảng Cộng sản là Carlos La Torre Córdova và Delia Carrasco, "cô lớn lên trong một gia đình nơi hoạt động chính trị, thành viên đảng và phản đối nhà nước Peru là chuyện thường ngày". Cô gia nhập Đảng Cộng sản Peru năm 1962 khi 17 tuổi. Cô gặp Abimael Guzmán, một giáo sư triết học, thông qua cha mẹ cô. Guzman là khách thường xuyên đến nhà của họ ở Ayacucho, gặp gỡ cha của La Torre để thảo luận về chính trị. Tháng 2 năm 1964, cô kết hôn với Guzman. La Torre cũng khuyến khích Guzman thành lập Phong trào Phụ nữ Phổ biến ở Ayacucho năm 1965. Cô hoạt động trong tổ chức chính trị theo Tư tưởng Mao Trạch Đông, Bandera Roja (Cờ đỏ), và giúp sáng lập Tổ chức Socorro Popular del Peru (Popular Succour).

## Đảng Shining Path
La Torre là nhân tố giúp Guzman sáng lập Đảng Shining Path (Sendero Luminoso). Cô lãnh đạo cuộc tấn công đầu tiên của Shining Path vào ngày 24 tháng 12 năm 1980. Cô đã đi trốn cùng với Guzman vào năm 1978 và chết vào tháng 11 năm 1988, nguyên nhân chết của cô vẫn chưa rõ ràng. Cô đã được người vợ thứ hai của Guzman là Elena Iparraguirre kế vị trong việc lãnh đạo Đảng Shining Path.

## Liên kết mở rộng
- Peru: Information on Augusta La Torre, wife of Abimael Guzm n, Immigration and Refugee Board of Canada, PER12684, ngày 1 tháng 1 năm 1993, at UNHCR Refworld online.
- Video of Augusta la Torre's funeral trên YouTube, posted Feb. 09, 2009.